# MinEd
MinEdは広範なUnicodeとCJKをサポートしターミナルで動作するテキストエディタ。Unix、Linux、Windows及びDOSシステムなどで利用可能である。
GNU Public Licenseで公開されており、SUSE Linux、Debian、Cygwin、FreeBSDの配布物に含まれる。

## 機能
MinEdはモードレスなテキストエディタで、マウスとメニューバーに対応している。キーボード操作は直感的で素早いナビゲーションに最適化されており、WordStar風の操作にも対応している。
Unicodeをフルサポートしており、結合文字（en:combining character）や双方向テキスト（en:bi-directional text）に対応しているのみならず、多くの文字コードへ変換することができる。また、引用符を適切に変換する機能（en:Smart quote）などワープロソフトが持つような機能を含んでいる。

### ファイル管理
対話的なファイル選択機能やファイルのバックアップ機能、他のテキストエディタとの相互運用可能なファイルロックとリカバリ機能、ファイルの変更監視機能を持っている。